# Pilcaniyeu (kommunhuvudort i Argentina)
Pilcaniyeu är en kommunhuvudort i Argentina.   Den ligger i provinsen Río Negro, i den sydvästra delen av landet, 1 300 km sydväst om huvudstaden Buenos Aires. Pilcaniyeu ligger 987 meter över havet och antalet invånare är 1 467.
Terrängen runt Pilcaniyeu är kuperad åt nordväst, men åt sydost är den platt. Trakten runt Pilcaniyeu är nära nog obefolkad, med mindre än två invånare per kvadratkilometer.. 
Omgivningarna runt Pilcaniyeu är i huvudsak ett öppet busklandskap.